# Esmah Lahlah
Esmah Lahlah, née le 13 octobre 1979 à Helmond (Pays-Bas), est une femme politique néerlando-marocaine.

## Biographie
Lahlah naît et grandit dans le quartier Leonardus à Helmond. Elle a un père marocain, qui est venu aux Pays-Bas à l'âge de dix-huit ans, une mère néerlandaise et deux sœurs. Son père était enseignant au Maroc et est arrivé aux Pays-Bas pour travailler dans l'usine. Sa mère, issue de l'école ménagère, s'est convertie à l'islam et est mère au foyer.

### Parcours scolaire et début de carrière
Après le lycée, Lahlah étudie jusqu'en 2003 la psychologie de l'enfant et de l'adolescent à l'Université de Tilbourg,. Le 20 septembre 2013, elle y obtient un doctorat en droit de l'INTERVICT - Institut International de Victimologie de Tilburg de la Faculté de Droit de Tilburg avec sa thèse "Invisible victims? Ethnic differences in the risk of juvenile violent delinquency of Dutch and Moroccan-Dutch adolescent boys".
Lahlah commence sa carrière comme fonctionnaire chez ContourdeTwern, une organisation de Tilbourg pour le travail de quartier et de communauté. Elle est ensuite enseignante-chercheuse à l'Avans Hogeschool à Bréda, professeure "Approche intégrale de la maltraitance infantile" à la Hanzehogeschool Groningen et enseignante universitaire/directrice de programme du master "Victimologie et Justice Pénale" de l'Université de Tilburg,. Depuis avril 2021, elle est membre du Conseil de l'Éducation. Le 7 juillet 2023, elle est nommée par le Conseil des ministres membre du Conseil pour l'Administration Publique à partir du 1er octobre 2023. Cependant, sa candidature aux élections législatives fait que cela ne se concrétise pas.

### Conseillère municipale de Tilbourg
Lahlah est nommée le 18 juin 2018 conseillère municipale de Tilbourg, chargée de l'Emploi et du Marché du travail, du Travail et des revenus, du Soutien au revenu et de la Politique de lutte contre la pauvreté (y compris l'aide en matière de dettes) et de la Sensibilisation mondiale. Elle est également wethouder de quartier pour Goirke-Hasselt-Bouwmeesterbuurt, Groeseind/Hoefstraat et Theresia. En 2021, elle rejoint Gauche verte et est élue tête de liste pour les élections municipales de 2022 à Tilbourg.
Lahlah fait la une des médias nationaux en 2021 lorsqu'elle tente de vivre un mois avec un budget de subsistance. Elle affirme avoir disposé de 250 euros de budget de vie pour elle-même et ses deux enfants pendant 31 jours, conformément à une norme du NIBUD,. Elle est élue par le magazine Binnenlands Bestuur « Meilleure Administratrice Locale de 2021 ». Le magazine la décrit comme une administratrice « engagée, efficace et empathique » qui s'est fortement concentrée sur « l'action préventive et rapide pour sortir les citoyens de l'endettement et garantir leur sécurité d'existence ».
Lahlah devient membre du conseil municipal de Tilbourg le 30 mars 2022. Le 2 juin 2022, elle est à nouveau nommée conseillère municipale, cette fois au nom de GroenLinks. Elle est chargée du Travail et de la Participation au travail, de la Participation sociale, de la Sécurité d'existence, de la Jeunesse et de l'Égalité des chances, de la Base sociale, de l'Éducation et de la Garde d'enfants, de la Langue et de l'illettrisme, et de l'Émancipation, la Diversité et l'Inclusion. Elle est première locoburgemeester et wethouder de quartier de Tilbourg Ouest. Le 1er décembre 2023, elle quitte ses fonctions de conseillère municipale et reçoit la Médaille d'Honneur Argentée de la ville de Tilbourg.

### Seconde Chambre des États généraux
Pour les élections législatives de novembre 2023, Lahlah est deuxième sur la liste des candidats de GroenLinks-PvdA. Elle obtient 217 789 voix de préférence, de loin le plus grand nombre parmi les non-têtes de liste. Le 6 décembre de cette année, elle est assermentée comme membre de la Chambre des Représentants.